# Palazzo Koch

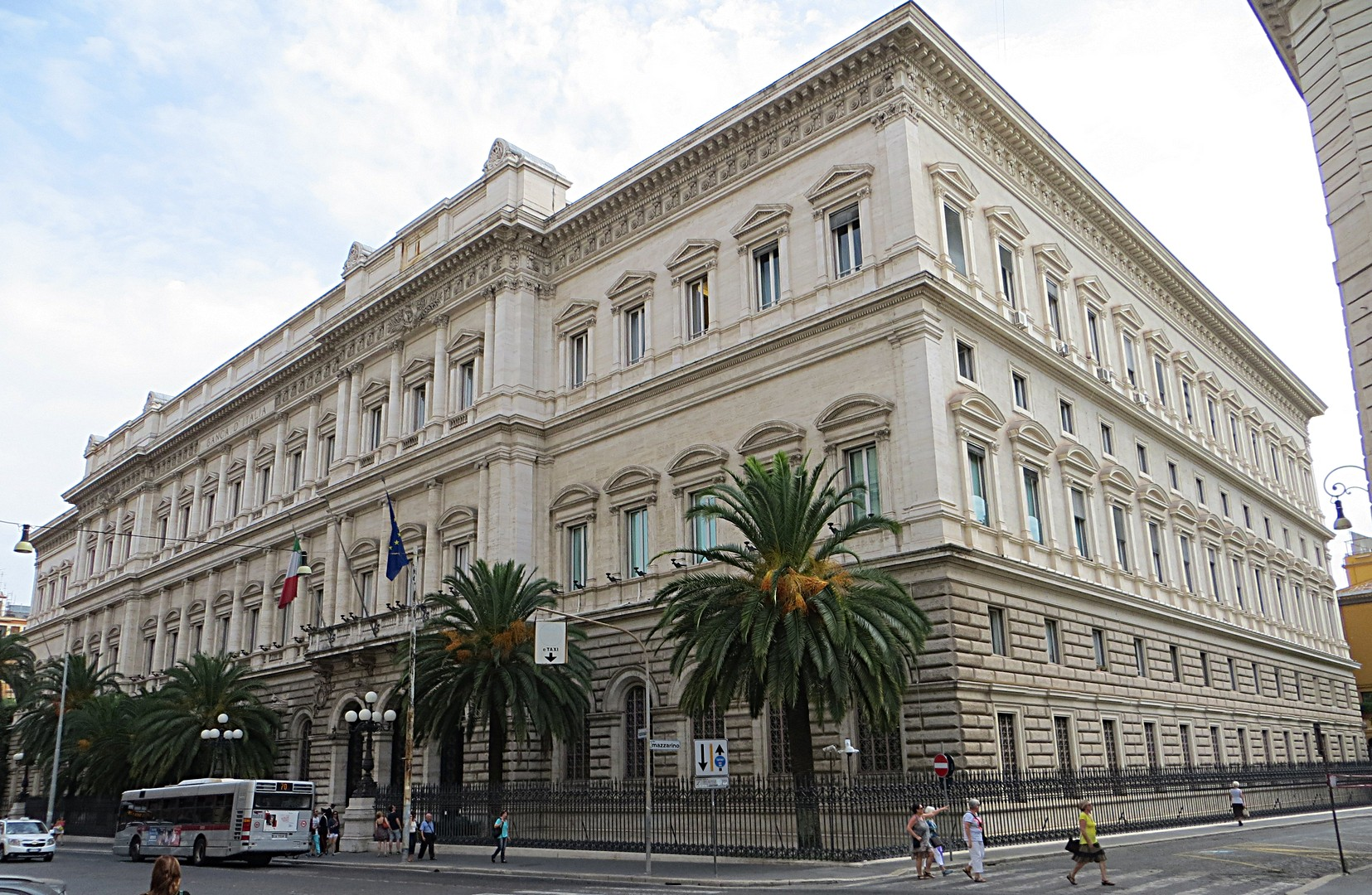
Der Palazzo Koch an der Via Nazionale

Der Palazzo Koch ist ein Palast im Rione Monti in der Innenstadt von Rom. Das Gebäude ist nach dem Architekten Gaetano Koch benannt. Die italienische Zentralbank (Banca d’Italia) hat hier ihren Hauptsitz.

## Geschichte
Der an der Via Nazionale gelegene Palazzo Koch wurde zwischen 1888 und 1892 im Stil der Neorenaissance errichtet. Zunächst wurden dort die Generaldirektion, die Druckerei und die römische Niederlassung der Banca d’Italia untergebracht, später kamen noch eine Bibliothek und ein Museum hinzu. Im Lauf der Zeit wurden zentrale Dienststellen und die Niederlassung Rom ausgegliedert und in anderen Gebäuden in der näheren und weiteren Umgebung untergebracht.